# Věžnice (district de Havlíčkův Brod)
Pour les articles homonymes, voir Věžnice.
Věžnice (en allemand : Weznitz, de 1939 à 1945 : Wesenz) est une commune du district de Havlíčkův Brod, dans la région de Vysočina, en République tchèque. Sa population s'élevait à 421 habitants en 2020.

## Géographie
Věžnice se trouve à 4 km au nord-ouest de Polná, à 13 km au sud-est de Havlíčkův Brod, à 15 km au nord-est de Jihlava et à 110 km à l'est-sud-est de Prague.
La commune est limitée par Šlapanov au nord, par Brzkov à l'est, par Polná au sud, par Kamenná et Štoky à l'ouest.

## Histoire
La première mention écrite de la localité date de 1356.